# اگرواینداستریال
اگرواینداستریال (به پرتغالی: Agroindustrial) یک منطقهٔ مسکونی در برزیل است که در ریو گرانده جنوبی واقع شده‌است.

## خصوصیات
اگرواینداستریال ۶٫۳۲۶۶ کیلومترمربع مساحت و ۲۲۴ نفر جمعیت دارد.